# A103 (motorväg, Tyskland)
A103 är en motorväg i Berlin i Tyskland.

## Trafikplatser
|  | Nr | Skyltning                            |
|  | 1  | Sachsendamm                          |
|  |    | Autobahn börjar                      |
|  | 2  | Schöneberg (Fyrvägskorsning)         |
|  | 3  | Saarstraße                           |
|  |    | Tunnel Feuerbachstraße (260 m/227 m) |
|  | 4  | Filandastraße                        |
|  | 5  | Schloßstraße                         |
|  |    | övergår till                         |